# ناتوری کارتا

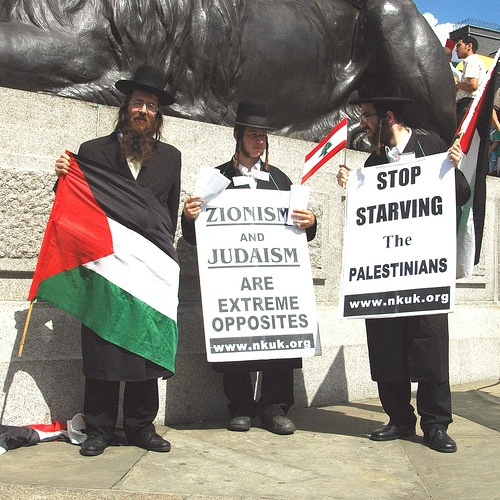
اعتراض عده‌ای از طرفداران گروه ناطوری قرتا در سپتامبر ۲۰۰۶

ناطوری قرتا یا ناتورای کارتا (در زبان یهودی آرامی بابلی: נטורי קרתא، «پاسداران شهر»)، نام یک گروه یهودی ارتودوکس حریدی ضد صهیونیسم است که در سال ۱۹۳۵ میلادی تشکیل یافت. از این گروه با نام سازمان اتحاد یهودیان ضد صهیونیسم هم یاد می شود. این گروه خواستار نابودی دولت اسرائیل است و معتقد است بر اساس تلمود یا کتاب قوانین یهودیت، تشکیل دولت یهود تا پیش از ظهور ماشیح یا «منجی جهان» ممنوع و نامشروع است. از دید چند هزار یهودی ارتودکسی که عضو این گروه هستند، صهیونیسم «سمی» است که «یهودیان واقعی» را تهدید می‌کند.